# Sagebach
Der Sagebach ist ein etwa 4,5 Kilometer langer in südlicher Richtung verlaufender Bach im Eggegebirge, der südlich von Kempen entspringt und im Zentrum von Altenbeken rechtsseitig in die Beke mündet.